# Sindrome di Martínez-Frías
La sindrome di Martínez-Frías è una malattia genetica molto rara caratterizzata da sottosviluppo del pancreas, atresia biliare e malrotazione intestinale.
Sebbene alcuni studiosi non pongano distinzione tra la sindrome di Martínez-Frías e la sindrome di Mitchell-Riley, in alcuni pazienti non è stato possibile rilevare la mutazione del gene RFX6, come previsto dalla sindrome di Mitchell-Riley, per quanto i quadri clinici standard delle due sindromi siano sovrapponibili.
La prima descrizione della malattia risale al 1992 ad opera del medico spagnolo María-Luisa Martínez-Frías e della sua équipe.